# SLC22A5
أسرة ناقل المذاب 22 العضو 5 (SLC22A5) هو بروتينٌ ناقلٌ غشائيٌ له صلة بعوز الكارنيتين الأساسي الجهازي. لهذا البروتين دور في الامتصاص الخلوي النشط للكارنتين، ويعمل كمنادل آني [الإنجليزية] ينقل آيونات الصوديوم وغيرها من الكاتيونات العضوية عبر الغشاء إلى جانب الكارنيتين . ناقلات الكاتيون العضوي متعددة الاختصاص هذه المتواجدة في الكبد والأمعاء والأعضاء الأخرى أساسية في إزالة العديد من الكاتيونات العضوية الصغيرة داخلية المنشأ وكذلك إزالة مجموعة واسعة من العقارات والذيفانات البيئية. تسبب الطفرات في جين SLC22A5 عوز الكارنيتين الأساسي الجهازي التي يمكن أن تؤدي إلى فشل القلب.

## الوظيفة
يرمِّز SLC22A5 بروتينا غشائيا مدمجا يعمل كناقل كاتيونات عضوية [الإنجليزية] وناقل كارنيتين عالي الألفة معتمد على الصوديوم. لهذا البروتين المرمّز دور في الامتصاص الخلوي النشط للكارنيتين حيث ينقل أيونة صوديوم واحدة مع جزيء واحد من الكارنيتين. تشمل الكاتيونات المنقولة بهذا البروتين: رباعي إيثيل الأمونيوم (TEA) وذلك دون الاعتماد على الصوديوم. معدل نشاط الامتصاص النسبي للكارنيتين بالنسبة لرباعي إيثيل الأمونيوم هو 3:11.

## الأهمية السريرية
التأثير الظاهري الرئيسي للطفرات الجسدية المتنحية -سواء في حالة تغاير الزيجوت المركب أو تماثل الزيجوت- في جين SLC22A5 هو حدوث عوز الكارنيتين الأساسي الجهازي، الذي يتميز: بخلل في نقل الكارنيتين، إهدار الكارنيتين في البول، انخفاض مستويات الكارنيتين في مصل الدم، انخفاض تراكم الكارنيتين داخل الخلوي، خلل في أكسدة الحمض الدهني وتراكم الأحماض الدهنية في العصارة الخلوية. غالبا ما يُظهِر المرضى: انهيار المعاوضة الأيضية، نقص الكيتون وسكر الدم [الإنجليزية]، اعتلال دماغي كبدي، متلازمة راي ومتلازمة موت الرضيع الفجائي في العام الأول، يتبعها لاحقا بدء اعتلال عضلة القلب، اعتلال العضلات الهيكلية، اضطراب نظم قلبي، ضعف العضلات وفشل القلب في الطفولة المبكرة. يمكن أن لا تظهر الأعراض على المرضى حيث 70% من المرضى الذين لا تظهر عليهم الأعراض يملكون طفرة مغلطة أو حذفا في إطارالقراءة، يزيد تواتر الطفرات الهرائية لدى المرضى الذين تبدو عليهم الأعراض. يمكن تحسين أعراض ومآل المرض بشكل جذري عبر المعالجة بالإعاضة بـ L-كارتينين. احتمال حدوث عوز الكارنيتين الأساسي الجهازي لدى حديثي الولادة هو حوالي 1 لكل 40 ألف.

## التآثرات
يتآثر SLC22A5 مع PDZK1.